# ОШ Сијаринска Бања Сијаринска Бања
ОШ „Сијаринска Бања” у Сијаринској Бањи, једна је од установа основног образовања на територији општине Медвеђа.
Школа укупно има 17 одељења (4 издвојена одељења, 6 комбинованих одељења), рад је организован у једној смени. Школа има фискултурну салу.